# Lipsi
Lipsi eller Lepsoi är en liten ö i dodekanesiska ögruppen som officiellt ägs av klostret på Patmos sedan bysantinsk tid. Ön är bara 10 km² och har cirka 700 invånare.[när?]
Landskapet utmärks av berg och gröna kullar, med vita och blå kapell och bostadshus målade i en uppsjö av färger.
Merparten livnär sig på jordbruk, fiske och turism, och den senare har spelat en allt viktigare roll i öns ekonomi. Viktiga lokala produkter som produceras på ön är mjölk, ost, honung, vindruvor och vin.
Dess antika historia är inte särskilt känd, men ön beboddes mycket tidigt och var ett välmående samhälle på 200- och 100-talet f.Kr. Under medeltiden härjades ön av pirater och på 1500-talet erövrades den av turkarna. Under det grekiska frihetskriget 1821 användes ön som fristad för grekiska frihetskämpar, då turkarna aldrig besatte den. Ön ockuperades återigen 1830 av turkarna och år 1912 av italienare men befriades 1947.
Kristendomen introducerades mycket tidigt och har alltid haft ett starkt fäste, vilket märks på de religiösa festivalerna och många kyrkor, av vilka den äldsta är från 700-talet.